# حزب الازدهار
حزب الازدهار (بالأمهرية: ብልጽግና ፓርቲ)‏ هو حزب سياسي في إثيوبيا تم إنشاؤه في 1 ديسمبر 2019 خلفًا للجبهة الثورية الديمقراطية الشعبية الإثيوبية من قبل رئيس الوزراء شاغل المنصب آبي أحمد. إن الاندماج في حزب على مستوى الدولة هو جزء من سياسة أحمد العامة المتمثلة في إبعاد سياسات البلاد عن الفيدرالية العرقية،[بحاجة لمصدر] وبالتالي سيشارك لأول مرة في الانتخابات العامة لعام 2021.

## التكوين
تم تشكيل حزب الازدهار والاعتراف به رسميًا من قبل المجلس الانتخابي الوطني لإثيوبيا في ديسمبر 2019 من خلال دمج ثلاثة أحزاب سابقة أعضاء من خلال اندماج ثلاثة أحزاب سابقة في الجبهة الديمقراطية الثورية للشعب الإثيوبي، وهي حركة أمهرة الوطنية الديمقراطية، والمنظمة الديمقراطية لشعوب أورومو، وحركة شعب جنوب أثيوبيا الديمقراطية. كما تم تضمين حزب عفار الوطني الديمقراطي، وجبهة بنيشانغول - غوموز للوحدة الديمقراطية الشعبية، وحزب الشعب الصومالي الإثيوبي الديمقراطي، وحركة غامبيلا الشعبية الديمقراطية، ورابطة هاريري الوطنية في الاندماج.
انتقدت جبهة التحرير تغراي، والتي كانت الحزب المهيمن في الجبهة الديمقراطية الثورية للشعب الإثيوبي، السابقة، منذ 27 عامًا والوحيدة التي لم تنضم إلى الحزب الجديد، الحزب عندما تم تشكيله. كما تصاعد العداء بين الاثنين في النهاية إلى حرب إقليم التغراي في نوفمبر 2020.[بحاجة لمصدر]

## البرنامج
تمت الموافقة على البرنامج واللوائح الداخلية للحزب لأول مرة من قبل اللجنة التنفيذية للجبهة الديمقراطية الثورية. لقد غرد أبي:

## رموز
يتكون شعار الحزب من يدين سودائتين تحملان ثلاث شخصيات بشرية، واحدة زرقاء، وواحدة صفراء، وواحدة وردية، مع إطلاق أشعة الشمس للخارج من الشخصيات البشرية.